# Praha-Satalice
Praha-Satalice – stacja kolejowa w Pradze, w Czechach przy ulicy K Nádraží 25/1. Znajdują się tu 2 perony.